# Erna Roth-Oberth
Erna Roth-Oberth (* 27. Februar 1922 in Schäßburg, Siebenbürgen, Königreich Rumänien; † 23. August 2012 in Feucht) war eine siebenbürgisch-deutsche Juristin. Sie war eine Tochter von Hermann Oberth und machte sich vor allem um die Pflege dessen Nachlasses verdient.

## Leben und Wirken
Erna Oberth wurde als Tochter von Hermann Oberth und dessen Ehefrau Mathilde geborene Hummel geboren. Sie besuchte von 1929 bis 1938 Schulen in Mediasch und Hermannstadt und bis 1939 nach dem Umzug der Familie in Wien. 1938 heiratete sie Karl Markstaller. Nach dem Zweiten Weltkrieg legte sie 1946 in Fürth das Abitur ab. Anschließend begann sie ein Jura-Studium an der Universität Erlangen, das sie an der Universität Bern fortsetzte, wo sie 1951 zum Dr. jur. promoviert wurde. Danach arbeitete sie als Assistentin in der Wirtschaftstreuhänderkanzlei Markstaller in Wien und zog später mit ihren Eltern und ihrem  Ehemann Karl Markstaller nach La Spezia in Italien.
Ab 1953 war sie als Rechtsbeistand tätig. Dabei unterstützte sie ihren Vater bei der Erledigung seiner geschäftlichen Angelegenheiten und bei der Veröffentlichung seiner Arbeiten, insbesondere der beiden Bücher Hermann Oberth – Leben, Werk, Wirkung und Wählerfibel für ein Weltparlament. Sie gründete den „Uni-Verlag Dr. E. Roth-Oberth“, in dem unter anderem auch die Werke ihres Vaters herausgegeben wurden. 1969 war sie in Salzburg Mitbegründerin des Internationalen Förderkreises für Raumfahrt, Hermann Oberth – Wernher von Braun (IFR), als dessen Vizepräsidentin sie viele Jahre wirkte. 1971 gründete sie zusammen mit ihrem zweiten Ehemann Josef Roth in Feucht bei Nürnberg das Hermann-Oberth-Raumfahrt-Museum (HORM) mit dem Ziel der Veranschaulichung der Entwicklung der Raumfahrttechnik. 1985 verstarb ihr Ehemann Josef Roth.
Nach dem Tod ihres Vaters im Jahre 1989 begann Erna Roth-Oberth mit der Erfassung dessen Nachlasses und der Aufarbeitung der Arbeiten über die Raumfahrtgeschichte. 1994 organisierte sie die Feierlichkeiten anlässlich des 100. Geburtstages ihres Vaters und 1996 die Tagung „Raumfahrtgeschichte – 25 Jahre Hermann-Oberth-Raumfahrt-Museum“ in Feucht. Diese Tagungen wurden seitdem jährlich durchgeführt.

## Auszeichnungen
- 1991: Hermann-Oberth-Medaille des IFR
- 1991: Ernennung zum Ehrenmitglied der Alabama-Section des American Institute of Aeronautics and Astronautics „in recognition of their public support of those issues which are of paramount importance to the continuing active, methodical exploration of space and space-related issues which further such activities“
- 1994: Wahl in den Senat der Deutschen Gesellschaft für Luft- und Raumfahrt – Lilienthal-Oberth e. V. (DGLR)
- 1996: Goldener Hermann-Oberth-Ring des IFR „in Anerkennung ihrer außergewöhnlichen Leistungen beim Aufbau und Erhalt des Hermann-Oberth-Raumfahrt-Museums sowie den engagierten Bemühungen um die Verbreitung und Würdigung des Lebenswerkes ihres Vaters“
- 1998: Ziolkowski-Medaille der Raumfahrt-Agentur Roskosmos[4]

## Veröffentlichungen
- Boris Rauschenbach: Hermann Oberth: 1894–1989. Über die Erde hinaus. Eine Biographie. Mit einem Vorwort von Ernst Stuhlinger. Aus dem Russischen übersetzt und bearbeitet von Erna Roth-Oberth und Adolf Oberth. Böttiger, Wiesbaden 1995, ISBN 3-925725-23-7.